# Muslim Magomajev
Muslim Magomajev (ázerbájdžánsky: Müslüm Məhəmməd oğlu Maqomayev, rusky: Муслим Магометович Магомаев, 17. srpna 1942, Baku – 25. října 2008, Moskva) byl ázerbájdžánský a ruský zpěvák populární hudby.

## Životopis
Magomajev se narodil v Baku v divadelní rodině, jeho praotcem byl ázerbájdžánský hudební skladatel Muslim Magomajev, jehož jméno nese ázerbájdžánská filharmonie. Jeho otec scénograf zemřel už v roce 1945 na frontě druhé světové války. Magomajev vystudoval hudební školu při konzervatoři v Baku – obor klavír a skladba a později absolvoval samotnou konzervatoř v oboru zpěv pod vedením Š. Mamedovové.
V té době ale už byl známý po celém Sovětském svazu, když s výjimečným úspěchem vystoupil v roce 1962 na závěrečném koncertu přehlídky ázerbájdžánského umění ve Sjezdovém paláci v Moskevském kremlu. V listopadu následujícího roku 1963 vystoupil na svém prvním sólovém koncertu a stal se také sólistou Achundovova ázerbájdžánského divadla opery a baletu v Baku.
Jeho operní hvězda měla raketový vzestup – v letech 1964 a 1965 hostoval s úspěchem na scéně milánské La Scaly, ale po návratu odmítl angažmá v moskevském Velkém divadle. V letech 1966 a 1969 si získal i pařížské publikum v divadle Olympia. Dostal tam dokonce nabídku na roční angažmá, ale nedostal z Kremlu povolení k jejímu přijetí. Po návratu do Sovětského svazu nesměl půl roku vystupovat, než ho pozval tehdejší šéf KGB Jurij Andropov k vystoupení na koncertu k výročí KGB.
Magomajev opustil operní scény a začal se věnovat populární hudbě a estrádním vystoupením. Říkal o tom: „Našel jsem tam svobodu. Tam se snažíš, aby dnes píseň zněla jinak než včera – to je velká radost!“ V roce 1969 získal první cenu na festivalu populárních písní v Sopotech a Zlatou desku v Cannes.
V roce 1973 byl oceněn titulem národní umělec Sovětského svazu. Magomajev zpíval před vyprodanými stadiony, pořádal zájezdní turné po celé zemi a opakovaně vystupoval v televizi.
V roce 1980 zpíval některé z písní na slavnostním zahájení a zakončení letních olympijských her v Moskvě včetně písně na rozloučenou s maskotem her Míšou (До свидания, Миша).

## Dílo

### Opera
Mezi nejslavnější role, které Magomajev nastudoval, patřili Figaro v Lazebníku sevillském, Scarpia v Tosce, Mefisto ve Faustovi nebo Oněgin v Evženu Oněginovi. Disponoval zvučným barytonem, charismatickým vzhledem a slušným hereckým nadáním.

### Populární hudba
I když Magomajev i na koncertech zpíval operní árie, ruské romansy nebo populární italské canzony, nastudoval také množství populárních písní.
Magomajev vystupoval také v několika filmech, např. ve filmu Nizami, Zpívá Muslim Magomajev (Поет Муслим Магомаев) nebo Moskva v notách (Москва в нотах), všude ale nikoli v roli, ale jako zpěvák Magomajev. Odmítl také roli Vronského ve filmu režiséra Alexandra Zarchiho podle románu Anna Kareninová.
Sám Magomajev složil nejméně dvacet písní a hudbu k několika filmům.
Jeho oblíbeným pěvcem byl italský tenorista Mario Lanza, o kterém napsal i několik knih.
Podle diskografie na jeho osobních webových stránkách vyšlo v minulosti nejméně 45 dlouhohrajících desek a 15 kompaktních disků.
I když některé jeho písně bývají označovány za jeho osobní vyznání – např. Melodie (Мелодия), Svatba (Свадьба) nebo Nechvátej (Не спеши) – sám odmítl nějakou takovou vybrat.

## Soukromý život
Manželkou Muslima Magomajeva byla zpěvačka Tamara Siňavská. Jeho zálibou bylo také malování.
V roce 1997 po něm a jeho manželce Ruská astronomická společnost pojmenovala dvě planetky ve Sluneční soustavě.